# エスタディオ・クアウテモック
エスタディオ・クアウテモック(スペイン語: Estadio Cuauhtémoc)は、メキシコプエブラ州の州都プエブラにある球技専用スタジアムである。

## 概要
1968年に、メキシコシティオリンピックのサッカー会場の一つとして、エスタディオ・アステカの設計も務めたペドロ・ラミレス・バスケスによって建設された。当初の収容人数は10,000人だったが、1985年に翌年のFIFAワールドカップに向けて改修工事が行われ、現在の収容人数は42,649人となっている。スタジアム名はアステカ第11代国王であり、メキシコの国民的英雄であるクアウテモックに由来する。
主にサッカーの試合に用いられ、プリメーラ・ディビシオンに所属するプエブラがホームスタジアムとして使用している。
前述の通り、メキシコシティオリンピックのサッカー競技において使用されており、同オリンピックで銅メダルを獲得した日本代表は第1戦のナイジェリア戦と第2戦のブラジル戦を当スタジアムで戦っている。また、自国開催となった1970 FIFAワールドカップと1986 FIFAワールドカップではグループリーグや決勝トーナメントの会場として利用されている。
その他にも、1983年には1983 FIFAワールドユース選手権の会場として、2008年にはメキシコで開催された2008 CONCACAF U-20女子選手権の会場として使用された。
2012年、プエブラ州はCONCACAF U-20選手権の開催地となることが決定し、エスタディオ・クアウテモックはエスタディオ・オリンピコ・デ・CUとともに2月18日から3月2日まで開催された大会の会場として利用された。この際、大会前の点検で新たな電光掲示板と2つ以上のロッカールームを含む改修工事が必要であると判断され、1月18日、プエブラの会長は2013年の夏にスタジアムの改修工事を開始すると発表した。改修後のスタジアムの収容人数は46,000～53,000人で、新たにレストラン、クラブミュージアム、クラブ公式ショップや様々なアウトレット店が設置される予定である。

## 交通アクセス
野球場のエスタディオ・エルマノス・セルダンが隣接している。プエブラの主要道路であるメヒコ＝プエブラ道路に面しているためアクセスは容易。プエブラ国際空港からはタクシーで約10分。

## ギャラリー

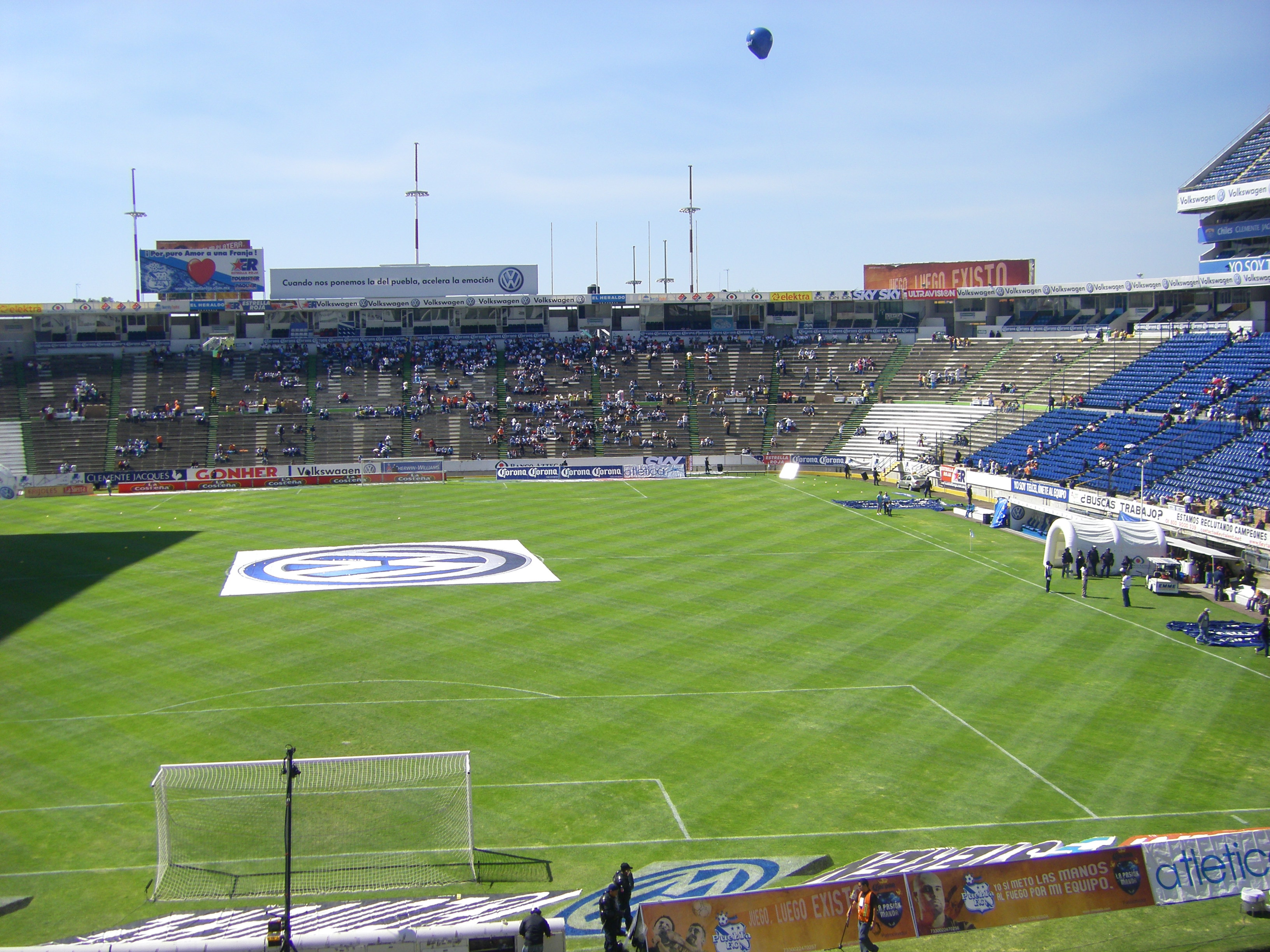
スタジアム内の様子
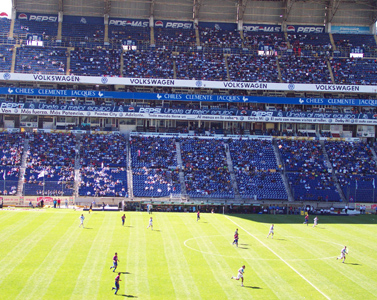
当スタジアムで開催された1986 FIFAワールドカップの試合風景